# 周襄吉
周 襄吉（しゅう じょうきち 1907年5月12日 - 1978年4月25日）日本の西洋画家、モダンアート作家。映画美術作家。教育者。

## 経歴
1907年、愛媛県今治市に生まれる。1924年に上京、川端画学校で学んだ後、1925年に東京美術学校西洋画科に入学。1927年、在学中に第14回二科展で『草花の園』が初入選した。1931年に松竹映画に入社し美術を担当、1938年に退社。1951年にはモダン・アート協会創立に参加し、毎年、モダンアート展に出品するとともに協会の発展に尽力した。1958年から1973年まで文化学院美術科講師を勤めた。
1978年4月25日、肺がんのため神奈川県川崎市の関東労災病院にて死去。70歳。葬儀はモダンアート協会葬として行われた。

## 美術担当として参画した映画
- 『限りなき鋪道』（1934年） - 舞台設計を担当
- 『進軍の歌』（1937年）
- 『水郷情歌 湖上の靈魂』（1937年）
- 『女醫絹代先生』（1937年）
- 『蛍の光』（1938年）
- 『五人の兄妹 』（1939年）
- 『お母さん』（1940年）